# 舩木道忠
舩木 道忠（ふなき みちただ、1900年（明治33年）5月18日 - 1963年（昭和38年）1月22日）は、日本の島根県の陶芸家である。
布志名焼舩木窯4代目。島根県無形文化財志布名焼技術保持者。

## 生涯
1900年（明治33年）5月18日、島根県八束郡湯町村志布名（現・松江市玉湯町布志名）の、江戸時代中期に出雲国松江藩藩主・松平不味に命ぜられ「出雲焼」の窯元を開いた「灘舩木」の屋号を持つ布志名焼の舩木平兵衛窯を営む家に、3代目の次男として生まれた。
画家を志して東京美術学校で洋画を学んだが、卒業後は帰郷して作陶活動を開始し家業を継いで布志名舩木窯4代目となった。
舩木窯は、明治、大正時代を通じて美術工芸品を制作し、フランスのリモージュ磁器やアメリカの陶器メーカー「ルックウッド」など、海外の窯元と技術的に競い合っていた。しかし昭和に入ると美術工芸品の輸出は下火になっていった。
そんな状況の中、道忠は「大原美術館」の創始者である大原孫三郎と出会い、個人陶芸家として活動していくことを決意した。
そして道忠の作品はバーナード・リーチの目に留まり、柳宗悦が提唱した「民藝運動」関わっていくことになる。
1931年（昭和6年）に柳と河井寛次郎が舩木窯を訪れ、翌年の1932年（昭和7年）には濱田庄司が、そして1934年（昭和9年）にはリーチが滞在し作陶活動を行った。
リーチは道忠の作陶作品により、日本にも「ガレナ釉」に似た伝統的な黄色い釉薬があることを知った。やがてリーチと道忠は親交を深めていき、道忠は日本における「スリップウェア」の復元活動の一助となり、自身の作陶活動でスリップウェアを手掛けるようになっていった。
1935年（昭和10年）に国画会会員となる。
1962年（昭和37年）には島根県無形文化財志布名焼の技術保持者となった。
1963年（昭和38年）1月22日に逝去した。

## 家族
長男の舩木研兒（1927年 - 2015年）は布志名焼舩木窯5代目として、濱田庄司に師事し、琉球政府（現在の沖縄県）の招聘により壺屋焼の窯元で「赤絵」の試作を行い、1967年（昭和42年）には渡英し「リーチ・ポタリー」でバーナード・リーチやその息子のデイヴィッド・リーチに学び、動物や鳥などをモチーフに独自の絵画的な具象文のスリップウェアの作風を確立した。
道忠の孫であり、研兒の子である舩木伸児は布志名焼舩木窯6代目としてスリップウェアの質感を生かしたデザイン的な作陶活動を行い、3代に渡ってそれぞれ独自の表現でスリップウェアの魅力を広めている。。